# NGC 1261
NGC 1261 (другие обозначения — C 87, GCL 5, ESO 155-SC11) — шаровое звёздное скопление в созвездии Часов. Его видимая звёздная величина составляет 8,3m, оно имеет угловой диаметр 6,8′ и удалено на 15—17 килопарсек от Земли.
Металличность скопления составляет −1,27, в нём известно 29 переменных звёзд, большинство из которых — переменные типа RR Лиры. Скопление принадлежит к классу Oo I по классификации Оостерхофа, его возраст составляет около 10,75 миллиардов лет.
Среди особенностей скопления можно выделить довольно красную горизонтальную ветвь, а также наличие звезды, аномально богатой литием: его количество в этой звезде превышает нормальное практически на 3,5 порядка.
Этот объект входит в число перечисленных в оригинальной редакции «Нового общего каталога», а также входит в каталог Колдуэлла под номером 87. Скопление открыто Джеймсом Данлопом в 1826 году. Описание Дрейера: «яркое, крупное шаровидное скопление звёзд, различимы некоторые отдельные звёзды».